# Micrulia cinerea
Micrulia cinerea là một loài bướm đêm trong họ Geometridae.